# Dismantled
Dismantled ist ein Musikprojekt und der Künstlername des US-Amerikaners Gary Zon. Dem ursprünglich aus Russland stammenden Zon wurde bereits in frühen Jahren Piano-Unterricht erteilt.
Ab dem Jahr 2000 experimentierte er mit Electronica.

## Geschichte
2001 veröffentlichte Gary Zon auf MP3.com diverse Demos und zog damit das Interesse von Dependent Records auf sich. Diese veröffentlichten Purity auf ihrer Septic II Kompilation. Ende Oktober 2001 unterschrieb Zon einen Vertrag mit Dependent Records. Am 4. Juni 2002 wurde sein selbstbetiteltes Debütalbum über Metropolis Records in Nordamerika und über Dependent in Europa veröffentlicht. Es folgten 2004 Post Nuclear und 2006 Standard Issue. 2007, mit dem Release von When I’m Dead pausierte Dismantled. Zon widmete sich anderen Projekten wie Aerodrone und no.not.never. 2011 kehrte Zon mit Dismantled  und dem Album The War Inside Me veröffentlicht.

## Stil
Der Musikstil von Dismantled ist dem Electronica-Umfeld zuzuordnen. Dabei nahm sich Zon Bands wie Front Line Assembly, Wumpscut und Nine Inch Nails zum Vorbild. Dabei variiert der Klang der Musik zwischen den Veröffentlichungen deutlich. The War Inside Me sei so ein „Abstecher in fauststampfende, wutschnaubende Aggrotech-Gefilde“, während andere Veröffentlichungen einen tanzbaren Electonica-Ansatz verfolgten bei dem die Musik auf Texte und Choreffekte konzentriert sei oder sich an Veröffentlichungen von Frontline Assembly orientierten.

## Diskografie

### Alben
- 2002: Dismantled (Dependent Records)
- 2004: Post Nuclear (Metropolis)
- 2006: Standard Issue (Dependent Records)
- 2007: When I’m dead (Dependent Records)
- 2009: Standard Issue V2.0 (Mindbase / Dependent Records)
- 2011: The War Inside Me (Metropolis / Dependent Records (Alive))
- 2012: Whole Wide World (Planetworks / Metropolis Records (Soulfood))

### EPs
- 2002: Dystopia (Dependent Records)
- 2003: Exit (Dependent Records)
- 2005: Breed to Death (Metropolis)
- 2006: Anthem (Dependent Records)
- 2006: Thanks for Everything (Dependent Records)
- 2016: The Hero (Metropolis)